# Festa di Piedigrotta

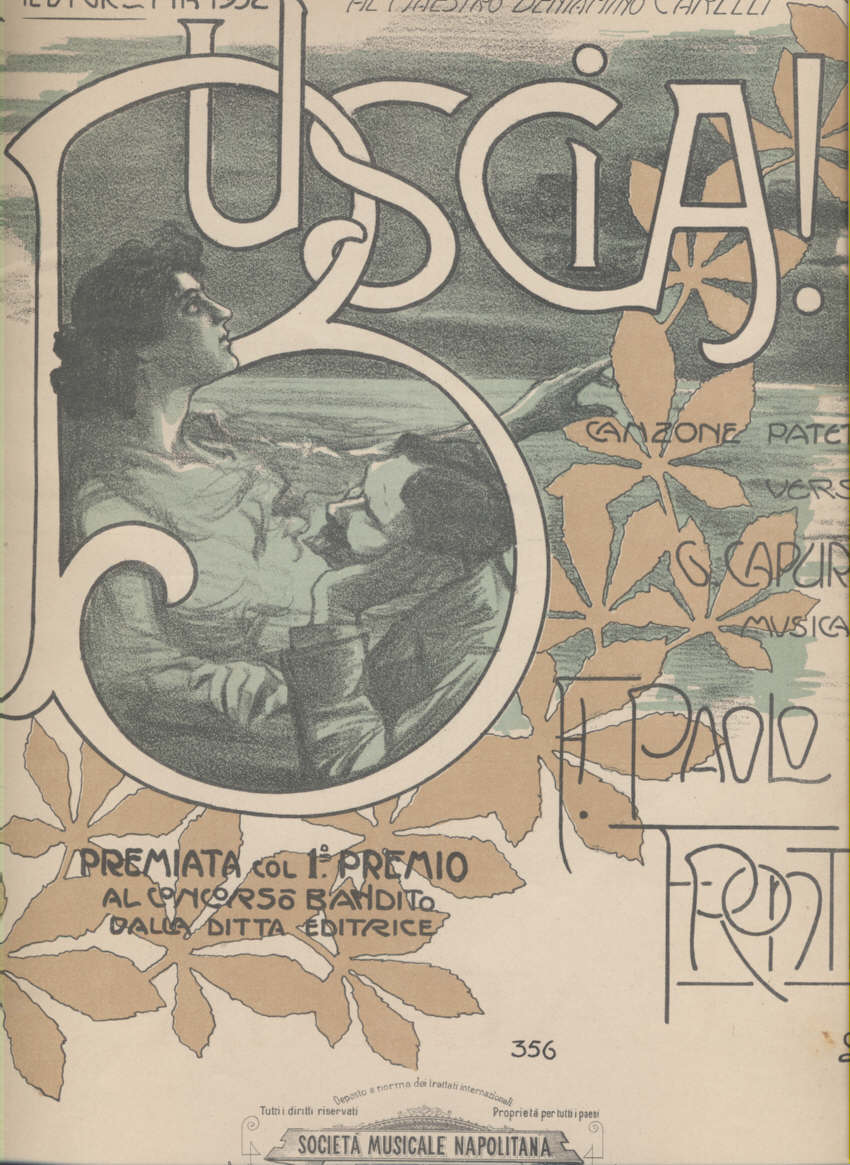
Buscia!, classé premier au concours de la chanson populaire de Piedigrotta de 1902, paroles de Giovanni Capurro, musique de Francesco Paolo Frontini.

La Festa di Piedigrotta (« Fête de Piedigrotta ») est un festival folklorique traditionnel napolitain. Le concours musical connexe a stimulé la production de chanson populaire napolitaine de 1839 à 1950.

## Histoire du festival
Les précurseurs du festival sont les anciennes bacchanales célébrées à la grotte de Pouzzoles. Au XVIe siècle, l' Église Santa Maria di Piedigrotta, dans le quartier napolitain de Mergellina, avec sa statue de la Vierge Marie, devient le centre d'un festival folklorique fixé le 8 septembre.
Sous la couronne espagnole le défilé du festival Piedigrotta a un caractère officiel avec la participation du  vice-roi à partir de  1528. Sous le règne des Bourbons, l'accent est mis sur l'aspect militaire et anti-Habsbourg.
Le festival n'a jamais perdu son caractère populaire, païen, avec danses et chants.
Le 8 septembre 1839 débute le concours officiel de la chanson Canzone napoletana qui a grandement stimulé la musique folklorique napolitaine avec à chaque fois la publication de nouvelles chansons. En 1889, il y en avait environ 3 000.
De 1952 à 1970, se déroule le  Festival della Canzone Napoletana. Le festival a connu un déclin et a été aboli en 1982, mais depuis 2007 il y a une tentative de le faire revivre.